# 花斑青鱂
花斑青鱂（學名：Oryzias marmoratus）是青鱂屬下的一種底棲淡水魚，原産於印度尼西亞蘇拉威西。是一種易危物種。它們並沒有遷徙性，失去性徵的雄性長度約4.1（1.6英寸），頭部褐灰色，身上有褐色斑點。並不是每年都繁殖。
花斑青鱂可以飼養在水族館中，但是難度很高，但仍然被當做商業觀賞魚來進行貿易。